# Jan de Bray
Jan de Bray ou  Jan de Braij (vers 1627, Haarlem – 1er avril 1697, Amsterdam) est un peintre portraitiste, néerlandais du siècle d'or.

## Biographie
Jan de Bray s'initie à la peinture auprès de son père Salomon de Bray, poète et architecte. Sa mère Anna Westerbaen, est la sœur du peintre Jan Westerbaen et du poète Jacob Westerbaen. Son frère Dirck de Bray, peintre également, spécialisé dans la peinture de natures mortes, devient moine dans le monastère de Gaesdonck près de Goch. Son autre frère Joseph est également peintre, et sa sœur Cornelia a épousé le peintre Jan Lievens.
Il est influencé par son père Salomon, et par les peintres Bartholomeus van der Helst et Frans Hals. La plus grande partie de sa carrière de peintre se déroule à Haarlem, où il occupe le poste de doyen de la Guilde de Saint-Luc.
Il a frôlé la mort à plusieurs reprises durant sa vie. Une partie de sa famille périt de la peste. Ses trois épouses sont décédées peu de temps après leur mariage avec Jan ; dont naîtra de la deuxième un fils, Johan Lucas de Bray. En 1689, il se déclare en faillite comme citoyen de Haarlem et est contraint de déménager à Amsterdam, où il demeure jusqu'à sa mort vers le 1er avril 1697. Il est inhumé le 4 avril 1697 à Haarlem.

## Œuvres
Il peint en général des portraits de groupes, qui sont souvent des figures historiques. Ces œuvres sont appelées des « portraits historiés » selon un terme francisé.
- Portrait d'enfants au pigeon, huile sur bois, 36 × 27 cm, Collection privée, Vente Christie's 1997[2]
- Judith et Holopherne, 1659, huile sur panneau, 40 × 32 cm, Rijksmuseum, Amsterdam[3]
- Portrait de Abraham Casteleyn imprimeur à Haarlem, et son épouse Margarieta van Bancken, 1663, huile sur toile, 83 × 106 cm, Rijksmuseum, Amsterdam[4]
- Le Soin des enfants à l'orphelinat de Haarlem, 1663, , huile sur toile, 132 × 154 cm, Musée Frans Hals, Haarlem[5]
- Portrait d'une jeune femme (attribué), vers 1665, huile sur toile, 54 × 43 cm, Musée des beaux-arts de Gand[6]
- Un Couple en Ulysse et Pénélope, 1668, huile sur toile, 111 × 167 cm, Speed Art Museum, Louisville[7]
- Le Banquet de Cléopâtre et Marc Antoine, 1669, huile sur toile, 248 × 191 cm[8],The Currier Gallery of Art, Manchester
- David jouant de la harpe, 1670, huile sur panneau, 145 × 157 cm, Staatliche Kunsthalle, Karlsruhe[3]
- Portrait de famille allégorique, 1670, huile sur toile, 138 × 101 cm, Musée de l'Ermitage, Saint-Petersbourg[9]
- Les Dirigeants de la Guilde de Saint-Luc de Haarlem en 1675, huile sur toile, 130 × 184 cm[10], Rijksmuseum, Amsterdam

"
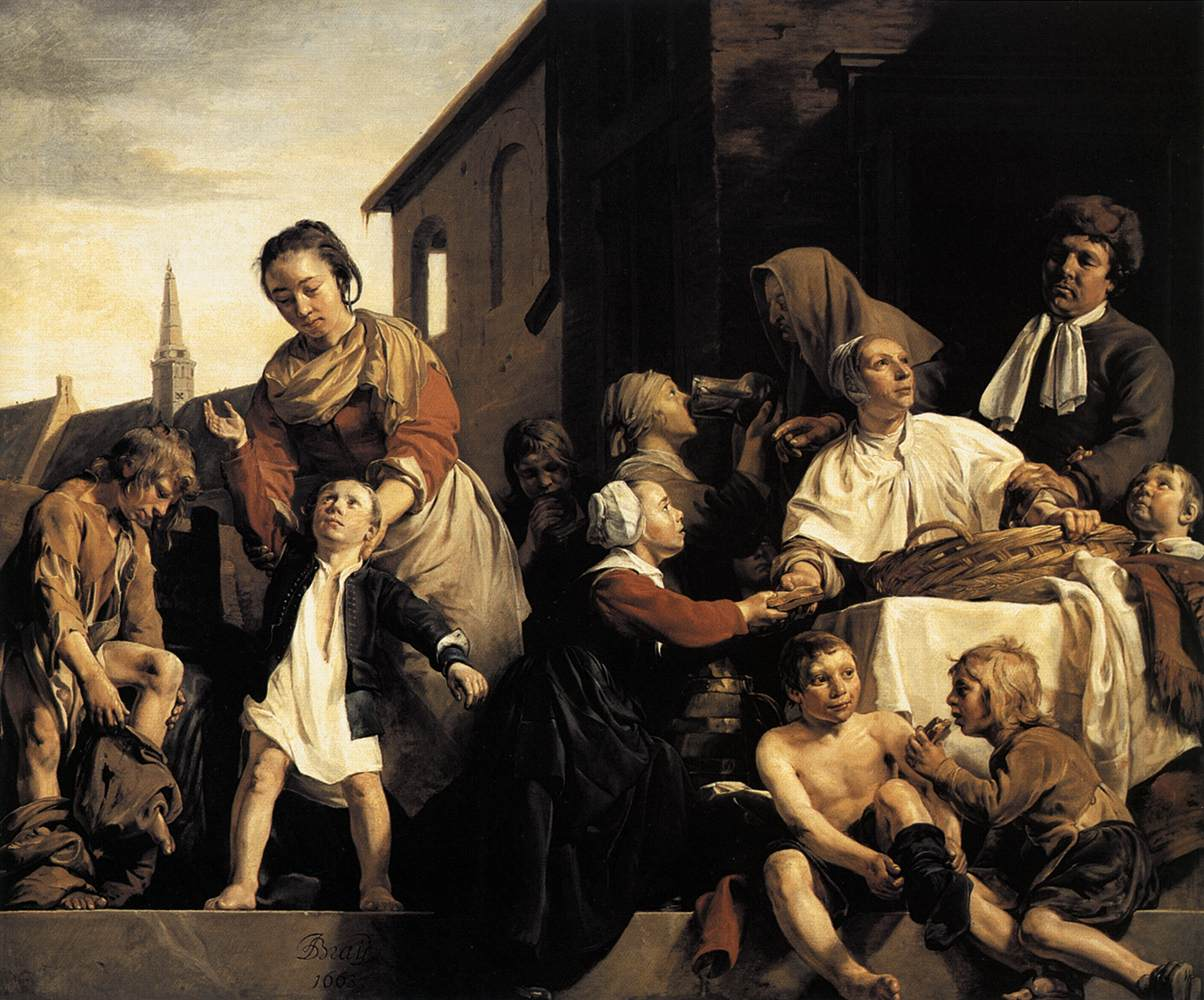
Orphelins à Haarlem 1663, Musée Frans Hals
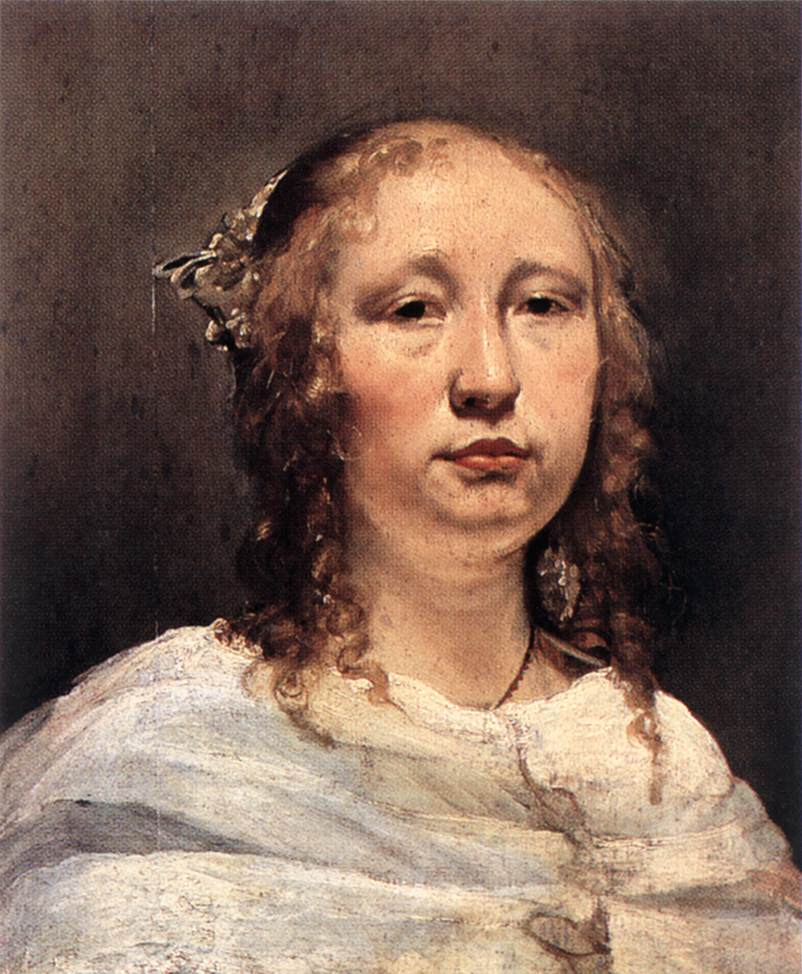
Jeune Femme vers 1665, Musée de Gand
Couple en Ulysse et Pénélope 1668, Speed Art Museum
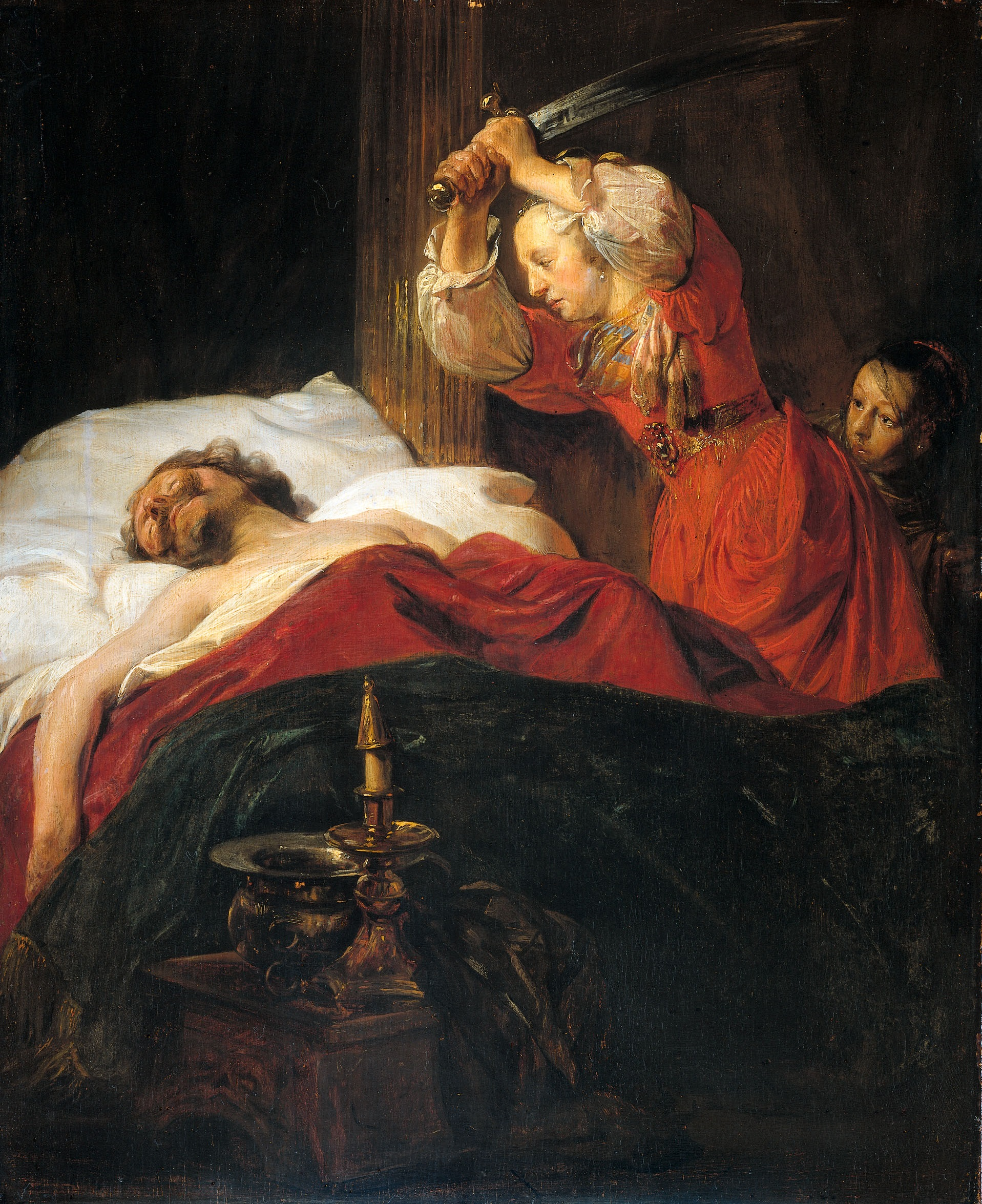
Judith et Holopherne 1670, Rijksmuseum
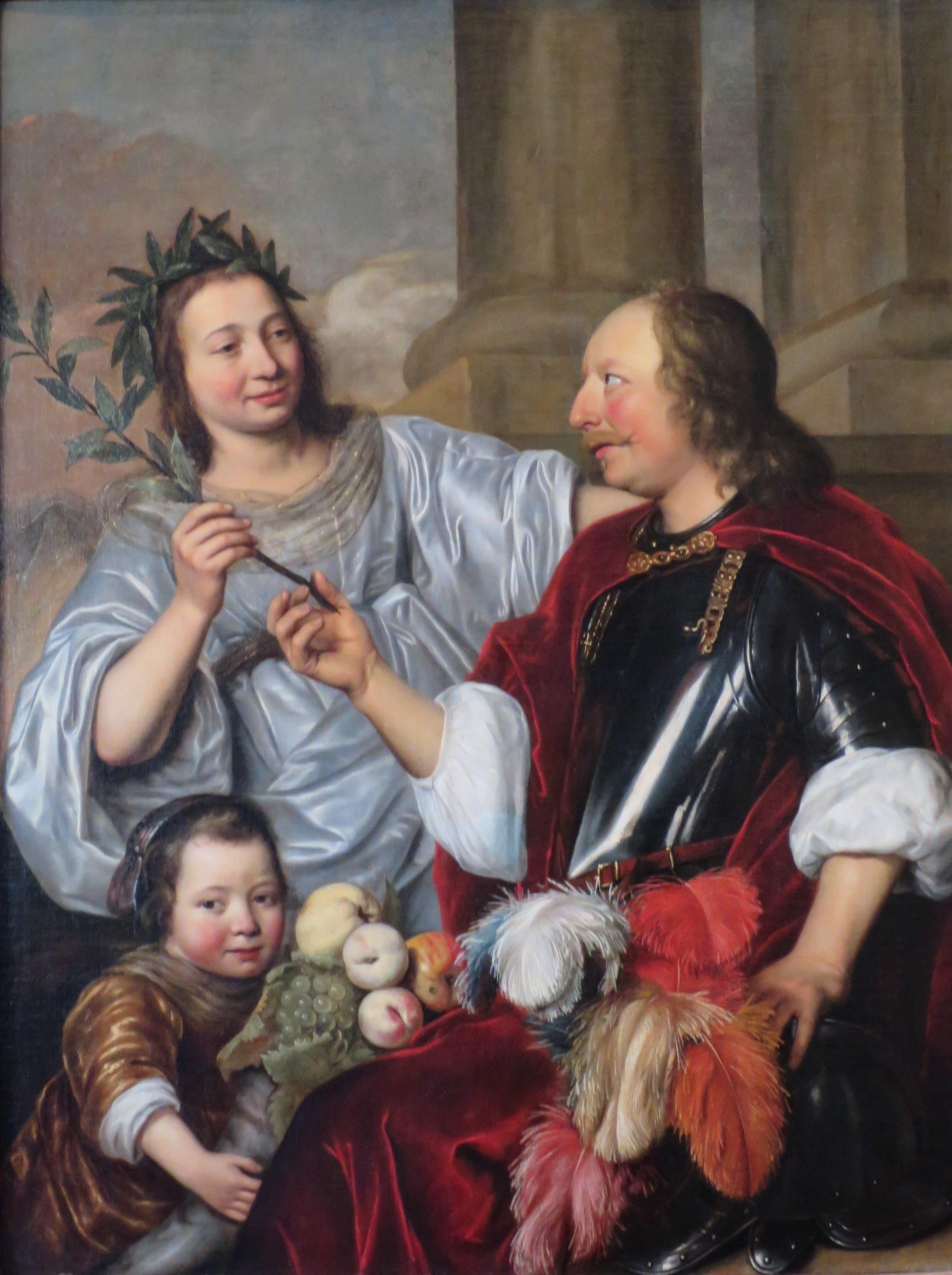
Famille allégorique 1670, Ermitage
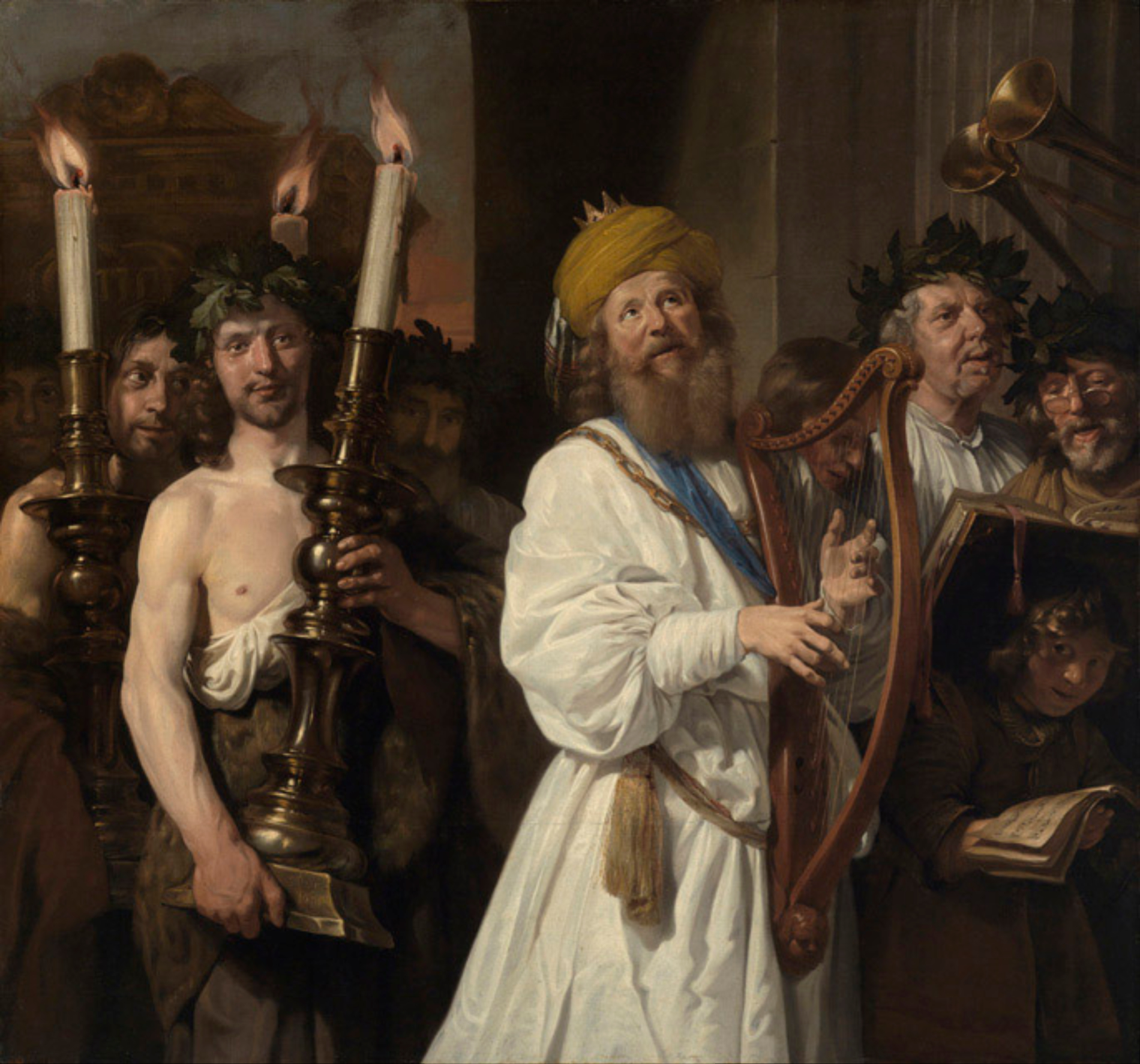
David jouant de la harpe 1670, Karlsruhe